# Robert Cecil, 1. Viscount Cecil of Chelwood

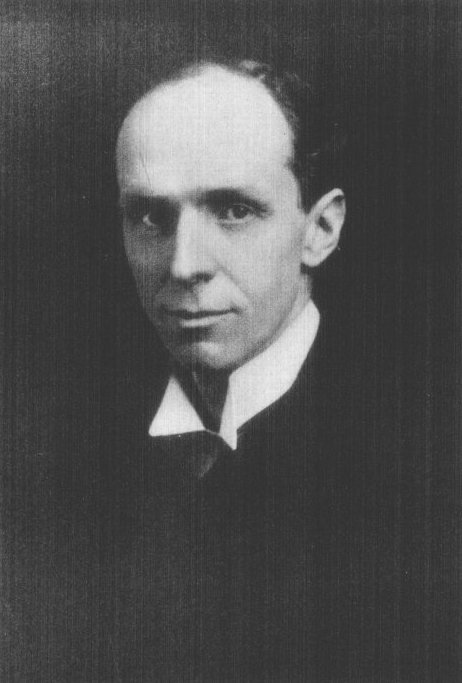
Lord Robert Cecil

Edgar Algernon Robert Gascoyne-Cecil, 1. Viscount Cecil of Chelwood, kurz Robert Cecil (* 14. September 1864 in Salisbury; † 24. November 1958 in Tunbridge Wells, Kent) war ein britischer Politiker und Diplomat. Als Gründer und Präsident der Internationalen Friedenskampagne erhielt er 1937 den Friedensnobelpreis.

## Leben

### Frühe Jahre
Robert Cecil wurde 1864 als dritter Sohn des Staatsmanns und dreifachen Premierministers Robert Gascoyne-Cecil, 3. Marquess of Salisbury geboren. Als jüngerer Sohn eines Marquess führte er ab 1868 die Höflichkeitsanrede „Lord“ Robert Cecil. Er gehörte von Geburt an zur Elite Großbritanniens und besuchte zur Ausbildung vornehmlich Privatschulen. Am Eton College in Eton und in Oxford studierte er Rechtswissenschaften. Nach dem Studium arbeitete er einige Zeit für seinen Vater und schlug dann eine Anwaltslaufbahn ein.

### Politische Laufbahn

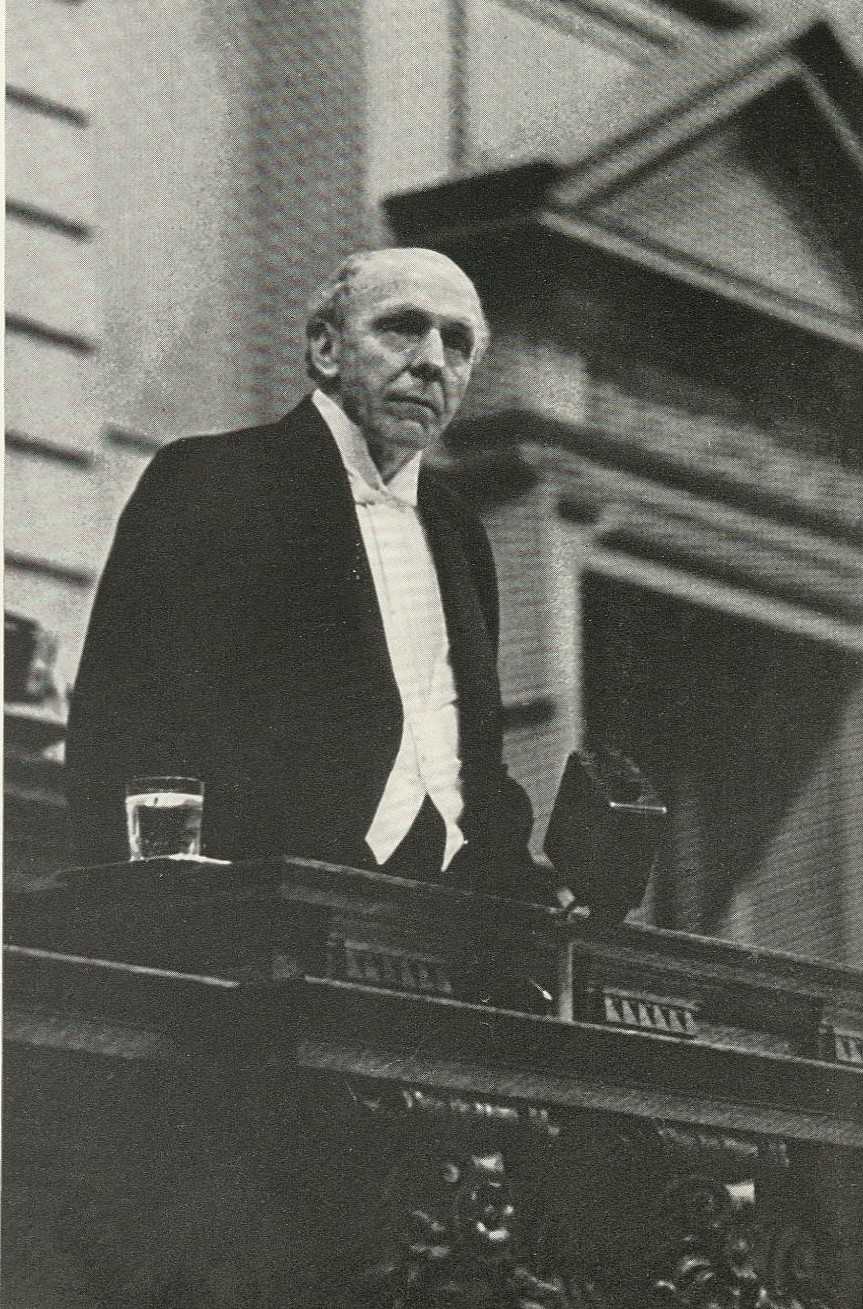
Cecil bei einer Rede über Abrüstung im Berliner Reichstagsgebäude am 4. Juni 1929.
(Fotograf: Erich Salomon)

Bei den Unterhauswahlen von 1906 gewann Robert Cecil einen Wahlkreis, wurde Parlamentsmitglied für die Conservative Party und behielt diese Position mit kurzen Unterbrechungen bis 1923. Wie sein Bruder Hugh Cecil opponierte er in den Jahren nach der für die Konservativen klar verlorenen Parlamentswahl von 1906 gegen seinen Cousin, den Parteivorsitzenden Arthur Balfour, bis dieser schließlich im November 1911 zurücktrat. Während des Ersten Weltkriegs arbeitete er als Unter-Staatssekretär im Außenministerium und von 1916 bis 1918 als Blockade-Minister. 1916 sprach er sich (im gleichen Jahr wie der amerikanische Präsident Thomas Woodrow Wilson) für einen Völkerbund aus und veröffentlichte ein „Memorandum über Vorschläge, wie die Gelegenheiten für künftige Kriege verringert werden könnten“. 1918 wurde er Leiter der britischen Völkerbundsabteilung und entwickelte den „Cecil-Plan“, auf dessen Basis er 1919 in Paris eine Satzung für den Völkerbund erarbeitete und die Sitzungen der britischen Völkerbundsabteilung bei der Friedenskonferenz leitete.
Der Völkerbund wurde mit dem Versailler Vertrag am 10. Januar 1920 ins Leben gerufen, wobei die Siegermächte des Ersten Weltkriegs mit Ausnahme der USA, nach der Ablehnung des Vertrages durch den amerikanischen Senat, die führende Rolle spielten. Am 28. Dezember 1923 wurde Robert Cecil der erbliche Adelstitel Viscount Cecil of Chelwood, of East Grinstead in the County of Sussex, verliehen, wodurch er auch Mitglied des britischen House of Lords wurde. In den Jahren 1923 und 1924 war er Lordsiegelbewahrer, von 1924 bis 1927 Chancellor of the Duchy of Lancaster und in der Abrüstungskommission tätig.
Ebenfalls 1923 wurde Robert Cecil Präsident des Völkerbundes und blieb auf diesem Posten bis zu dessen Auflösung am 18. April 1946. In der Nachfolgeorganisation, den Vereinten Nationen, wurde er zum Ehrenpräsidenten auf Lebenszeit ernannt. Robert Cecil gründete 1923 die League of Nations Union und war auch deren Präsident von 1923 bis 1945. 1936 gründete er mit dem Franzosen Pierre Cot das Rassemblement universel pour la paix (Internationale Friedenskampagne) und wurde deren Präsident. Hierfür erhielt er 1937 den Friedensnobelpreis. 1938 sprach sich Robert Cecil gegen das Münchner Abkommen und die Abtretung des Sudetenlandes an das Deutsche Reich aus.
Das Rassemblement universel pour la paix (International Peace Campaign) unterstützte Anfang 1938 eine Kampagne gegen den japanischen Überfall auf China und zur Hilfe für dieses Land.
Der Aussage, dass der Völkerbund als Instrument der Friedenssicherung sich nicht bewährt habe, trat Cecil bis an sein Lebensende 1958 entgegen: „Es ist nicht so, dass man ihn erprobt und für untauglich befunden hätte, sondern man fand ihn unbequem und hat ihn nicht erprobt.“

### Familie
1889 heiratete er Lady Eleanor Lambton (1868–1959), Tochter George Lambton, 2. Earl of Durham. Da die Ehe kinderlos blieb, erlosch sein Adelstitel bei seinem Tod 1958.